# The Astronauts (azienda)
Gli Astronauts sono un gruppo di sviluppatori videoludici polacchi che operano prevalentemente nella città di Varsavia, fondato nel 2012 da Adrian Chmielarz, Andrzej Poznański e Michał Kosieradzki; i tre erano stati dirigenti di People Can Fly prima che l'azienda fosse acquisita da Epic Games.

## Storia
Intorno al 2012 Epic iniziò a valutare l'acquisizione di People Can Fly, che fu completata nell'agosto dello stesso anno. Allo stesso tempo, Chmielarz, Poznanski e Kosieradzki annunciarono che avrebbero lasciato People Can Fly per fondare un nuovo studio più piccolo, The Astronauts, nell'ottobre 2012. Chmielarz si disse preoccupato per il recente investimento di Tencent in Epic, che avrebbe spostato il focus sui games as a service senza lasciare spazio ai giochi più narrativi. Sia Chmielarz che Rein hanno però considerato la separazione amichevole.
Il primo gioco di The Astronauts è stato The Vanishing of Ethan Carter, pubblicato a settembre 2014 e che Chmielarz considera il successore spirituale del progetto cancellato Come Midnight. Il gioco è stato acclamato dalla critica e ha ricevuto il premio Game Innovation ai British Academy Games Awards 2015. Il secondo titolo dello studio, Witchfire, è stato rivelato durante i The Game Awards 2017 nel dicembre dello stesso anno. Il trailer ha rivelato che il gioco sarà uno sparatutto in prima persona oltre all'esplorazione di The Vanishing of Ethan Carter.

## Videogiochi
| Anno | Titolo                        | Data di uscita    | Piattaforma/e                            |
| ---- | ----------------------------- | ----------------- | ---------------------------------------- |
| 2014 | The Vanishing of Ethan Carter | 26 settembre 2014 | Windows, PlayStation 4, Xbox One, Switch |
| TBA  | Witchfire                     |                   | Windows                                  |